# Aeroporto di Prati Vecchi d'Aguscello
L'Aeroporto di Prati Vecchi d'Aguscello (ICAO: LIDV) è uno degli aeroporti della città di Ferrara. È il secondo della città dopo il "Michele Allasia".

## Posizione
L'aeroporto si trova nella periferia sud-orientale di Ferrara, non lontano dalla frazione di Aguscello. A nord dell'aeroporto si trova il Raccordo autostradale 8 Ferrara-Porto Garibaldi.

## Caratteristiche
Prati Vecchi di Aguscello ha una pista erbosa lunga 800 metri, l'orientamento delle piste è RWY 10-28, la frequenza radio 118,205 MHz, circuito a sinistra per 28 e destro per 10.
Sull'aeroporto sono basati ed operano numerosi velivoli bicicli quali Bellanca Citabria (2), un biplano Platzer Kiebitz oltre ad altri aerei di AG e ULM. 
Presso l'aeroporto dal gennaio 2014 è attiva l'Associazione Sportiva Dilettantistica g.V.A (gruppo Volo Aguscello) aggregata con l'Aero Club d'Italia e scuola VDS nº 453.
Dal gennaio 2009 è attiva anche un'officina di riparazione velivoli, in una struttura privata ma aperta ai visitatori. Nelle immediate vicinanze si trovano ristoranti e strutture agrituristiche ricettivi per il pernotto e nell'aeroporto è possibile il campeggio per gli equipaggi dei velivoli in transito.